# Torre de Guadalmesí
La torre de Guadalmesí, también llamada de Guadalmedina, es una torre almenara situada en la orilla norte del estrecho de Gibraltar, en el término municipal de Tarifa, incluida dentro del parque natural del Estrecho y declarada bien de interés cultural (BIC) el 29 de junio de 1985.

## Historia
Esta torre toma su nombre del arroyo cercano de Guadalmesí, topónimo de origen incierto que podría provenir de la voz bereber wadí-n-Nasá, río donde pasar la noche, asimilada a de la voz árabe wadí-n-nisá, río de las mujeres, que, afectada por el fenómeno fonético de la imela fue fácilmente confundida por los cristianos repobladores con el vocablo castellano guadamecí, cuero adobado y adornado con dibujos de pintura o relieve. De hecho, el topónimo Guadalmesí aparece ya en la Crónica de Alfonso XI redactada en 1340 como Guadamecil y más tarde en múltiples variantes similares hasta la forma actual.
Como otras torres de la región fue mandada construir por Luis Bravo de Laguna director de fortificaciones durante el mandato de Felipe II. Tras aprobarse su construcción en 1577 esta comenzó en 1588 desconociéndose la fecha precisa en la que terminaron sus obras aunque con toda probabilidad fue antes del cambio de siglo. Su función principal, aparte de la vigilancia de tránsito por el Estrecho manteniendo contacto con la torre de la Isla de las Palomas y la torre del Fraile, fue la de evitar que buques enemigos hicieran acopio de agua en el cercano arroyo de Guadalmesí, único punto de todo el tramo de costa donde podía hacerse en verano.
Tiene planta redonda y forma cilíndrica alamborada con 12 metros de diámetro en la base y una altura total de 15 metros. El cuerpo de la torre es macizo en su tercio inferior estando el resto de la construcción ocupada por una estancia abovedada a la que se accedía mediante una puerta-ventana situada a 5.5 metros del suelo y orientada al norte. Desde esta estancia, que posee otra ventana abierta hacia el mar, se tenía acceso a la terraza superior mediante una escalera helicoidal interna incluida en el muro perimetral. En la actualidad su estado de conservación es bueno aunque ha perdido su revestimiento y, en zonas puntuales diverso material constructivo, principalmente en ventanas, escalera y terrado.